# 布哇の一夜
『布哇の一夜』（Wild Women）は、1918年に公開されたアメリカ合衆国のコメディ・西部劇映画である。監督はジョン・フォード、主演はハリー・ケリーである。この映画は失われた映画であると考えられている。